# Dichter-Musiker-Maler-Weg

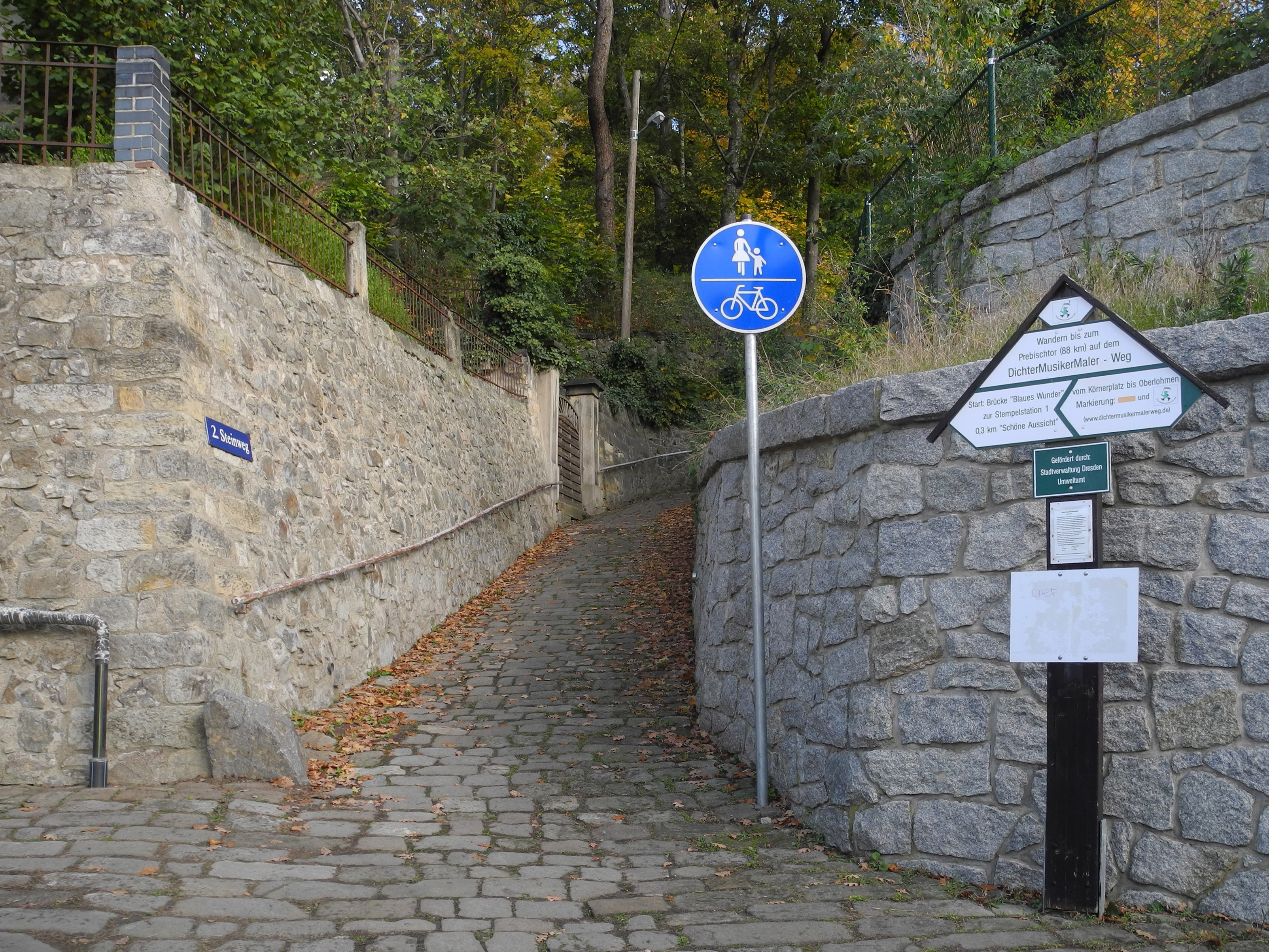
Wegweiser des Dichter-Musiker-Maler-Weg an der 2. Steinstraße in Dresden-Loschwitz

Der Dichter-Musiker-Maler-Weg (DMM-Weg) ist ein Fernwanderweg, der vorwiegend entlang des ehemaligen historischen Malerweges oder Fremdenweges von Dresden in die Sächsische Schweiz und Böhmische Schweiz führt. Der Dichter-Musiker-Maler-Weg hat eine Gesamtlänge von 91 km und gliedert sich in fünf Etappen.

## Verlauf
Der DMM-Weg führt von Dresden-Loschwitz über das Schönfelder Hochland, Hosterwitz, Pillnitz, Graupa, durch den Liebethaler Grund (das „Westliche Eingangstor“ der Sächsischen Schweiz) und den Uttewalder Grund nach Stadt Wehlen und dann nach Kurort Rathen. Von dort aus verläuft der DMM-Weg über die Bastei, durch die Schwedenlöcher zum Amselfall und durch die Wolfsschlucht zum Brand. Weiter führt er durch das Sebnitztal nach Altendorf und über den Panoramaweg sowie den Schaarwändeweg zum Lichtenhainer Wasserfall, dann über den Kuhstall und Großen Winterberg nach dem Grenzort Schmilka. Auf böhmischer Seite verläuft der DMM-Weg weiter durch Hřensko (Herrnskretschen). Mit einer Kahnfahrt durch die Edmundsklamm geht es dann nach Mezní Louka (Rainwiese) und über den Gabrielensteig zum Ziel, dem Prebischtor.
| Etappe | Start – Ziel                                  | Stufen auf | Stufen ab | Höhenmeter | Länge |
| ------ | --------------------------------------------- | ---------- | --------- | ---------- | ----- |
| 1.     | Brücke „Blaues Wunder“ bis Hosterwitz         | 220        | 305       | 260 m      | 10 km |
| 2.     | Hosterwitz bis Markt Stadt Wehlen             | 40         | 115       | 600 m      | 20 km |
| 3.     | Markt Stadt Wehlen bis Berggaststätte „Brand“ | 900        | 2340      | 775 m      | 18 km |
| 4.     | Berggaststätte „Brand“ bis Grenzort Schmilka  | 1195       | 1275      | 890 m      | 22 km |
| 5.     | Von Schmilka über Prebischtor nach Schmilka   | 615        | 45        | 385 m      | 21 km |
|        | Zusammenfassung                               | 2970       | 4080      | 2910 m     | 91 km |

## Veranstaltung
Nach 2000 gab es für mehrere Jahre eine von der Wandergruppe Dichter-Musiker-Maler-Weg veranstaltete Langstreckenwanderung auf dem DMM-Weg, wobei Anstecknadeln in Gold (ca. siebzig Kilometer, Ziel: Großer Winterberg), Silber (ca. fünfzig Kilometer, Ziel Brandbaude) und Bronze (ca. dreißig Kilometer) erwandert werden konnten.